# Carystus
Carystus (łac. Diœcesis Carystensis) – stolica historycznej diecezji w Cesarstwie Bizantyńskim, współcześnie w Grecji. Powstała w V wieku, jedynym wzmiankowanym biskupem tej diecezji był Cyriak (V w.). Zlikwidowana ok. 1300. Od XVIII w. katolickie biskupstwo tytularne, wakujące od 1966.

## Biskupi tytularni
| Lp. | Biskup                                 | Od               | Do                   |
| --- | -------------------------------------- | ---------------- | -------------------- |
| 1   | Miguel González Bobela                 | 4 marca 1771     | listopad 1775        |
| 2   | José Carrión y Marfil                  | 25 czerwca 1784  | 18 grudnia 1786      |
| 3   | Atanasio Puyal y Poveda                | 21 czerwca 1790  | 26 września 1814     |
| 4   | Francesco Ridolfi                      | 14 kwietnia 1817 | 19 września 1819     |
| 5   | Józef Szczepan Koźmian                 | 27 września 1819 | 10 marca 1823        |
| 6   | Pierre-Marie Cottret                   | 3 maja 1824      | 12 lutego 1838       |
| 7   | Józef Goldtmann                        | 17 września 1838 | 25 stycznia 1844     |
| 8   | Ignacy Hołowiński                      | 3 lipca 1848     | 24 stycznia 1851     |
| 9   | Giuseppe Cardoni                       | 27 września 1852 | 21 grudnia 1863      |
| 10  | Emmanuele Francesco Barrutia y Croquer | 27 marca 1865    | 1879                 |
| 11  | Vincenzo Anivitti                      | 13 grudnia 1880  | 29 maja 1881         |
| 12  | Giuseppe d’Annibale                    | 12 sierpnia 1881 | 27 maja 1889         |
| 13  | Giovanni Jannoni                       | 30 grudnia 1889  | 18 września 1904     |
| 14  | Giovanni Graziani                      | 3 czerwca 1905   | 16 października 1906 |
| 15  | Pacifico Fiorani                       | 15 kwietnia 1907 | 10 marca 1910        |
| 16  | Pietro La Fontaine                     | 1 kwietnia 1910  | 5 marca 1915         |
| 17  | Paul-Gaston Laperrine d’Hautpoul       | 14 czerwca 1915  | 24 listopada 1919    |
| 18  | Alojzy Versiglia SDB                   | 22 kwietnia 1920 | 25 lutego 1930       |
| 19  | Ignazio Canazei                        | 23 lipca 1930    | 11 kwietnia 1946     |
| 20  | Federico Pérez Silva CM                | 20 września 1946 | 2 stycznia 1953      |
| 21  | Firmin Courtemanche MAfr.              | 7 maja 1953      | 25 kwietnia 1959     |
| 22  | Johann Lenhardt                        | 6 czerwca 1959   | 21 kwietnia 1966     |